# Finnlay Berger
Finnlay Jan Berger (* 22. Juni 2009 in Berlin) ist ein deutscher Filmschauspieler und Kinderdarsteller.

## Filmografie (Auswahl)
- 2017: Glücklich
- 2018: Tatort (Fernsehserie); Episode: Tatort: Déjà-vu
- 2018: Passagier 23 – Verschwunden auf hoher See
- 2018: Familie Dr. Kleist (Fernsehserie); Episode: Unerwartete Gefahren
- 2019: Der Geburtstag
- 2019: Der Krieg und ich (Fernsehserie, 1 Folge)
- 2019: Billy Kuckuck – Eine gute Mutter
- 2020: Deutschlands große Clans (Fernsehserie)
- 2020: Freaks – Du bist eine von uns
- 2021: Bring mich nach Hause (Fernsehfilm)
- 2021: Beutolomäus und die vierte Elfe
- 2022: Das weiße Schweigen (Fernsehfilm)
- 2024: In aller Freundschaft: Vorwürfe (Fernsehserie)
- 2025: SOKO Wismar: Scheidewege (Fernsehserie)